# Maudite Poutine
Maudite Poutine (Engelse titel: Shambles) is een Canadese Franstalige zwart-wit-dramafilm uit 2016 geregisseerd door Karl Lemieux. Lemieux schreef ook het scenario samen met Marie-Douce St-Jacques. De muziek voor de film werd gecomponeerd door David Bryant en Thierry Amar van Godspeed You! Black Emperor en Kevin Doria van Growing.
De film werd in eerste instantie niet in Nederland uitgebracht, maar draaide in het kader van "Previously Unreleased 2017" (Voorheen Niet Uitgebracht) in 2017 alsnog in enkele filmhuizen.

## Verhaal
Op het platteland van Quebec steelt punkmuzikant Vincent een partij cannabis van een groep bikers. Hij moet 10.000 dollar aan ze terugbetalen, maar slaat op de vlucht. Zijn leven komt net als dat van zijn broer Michel in een neerwaartse spiraal terecht.

## Rolverdeling
| Acteur           | Personage |
| ---------------- | --------- |
| Jean-Simon Leduc | Vincent   |
| Martin Dubreuil  | Michel    |
| François Aubin   |           |
| Marie Brassard   |           |
| Robin Aubert     |           |

## Ontvangst
De film kreeg vrij gemiddelde recensies. De meeste recensenten benadrukten hoe het eenvoudige verhaal in het teken staat van de geschetste troosteloze sfeer en de impressionistische manier van filmmaken van Lemieux.